# Marianthus erubescens
Marianthus erubescens är en tvåhjärtbladig växtart som beskrevs av Putterl. Marianthus erubescens ingår i släktet Marianthus och familjen Pittosporaceae. Inga underarter finns listade.